# Моисеевская (Наумовский сельсовет)
Моисеевская — деревня в Верховажском районе Вологодской области.
Входит в состав Нижне-Важского сельского поселения (до 2015 года входила в Наумовское сельское поселение), с точки зрения административно-территориального деления — в Наумовский сельсовет.
Расстояние по автодороге до районного центра Верховажья — 4,7 км, до центра муниципального образования Наумихи — 6,6 км. Ближайшие населённые пункты — Рогачиха, Павлогорская, Сергеевская, Афонинская, Большое Ефимово, Пятино.
По переписи 2002 года население — 15 человек.